# بطولة العالم للدراجات على المضمار 1937
بطولة العالم للدراجات على المضمار 1937 هي الدورة ال40 من بطولة العالم للدراجات على المضمار، أجريت في كوبنهاغن، الدنمارك.

## النتائج النهائية
| المسابقة                              | ذهبية              | فضية                 | برونزية           |
| ------------------------------------- | ------------------ | -------------------- | ----------------- |
| السرعة الفردية                        | Jef Scherens (BEL) | آري فان فليت (NED)   | ألبرت ريختر (GER) |
| سباق مطاردة الدراجة النارية للمحترفين | والتر لومان (GER)  | Ernest Terreau (FRA) | أدولف شون (GER)   |